# Dóra María Lárusdóttir
Dóra María Lárusdóttir (24 luglio 1985) è un'ex calciatrice islandese, di ruolo centrocampista.
Durante la sua ventennale carriera ha giocato sia nel campionato islandese che all'estero, a livello universitario negli Stati Uniti d'America e nei campionati brasiliano e svedese, terminando la sua attività nel 2021 conquistando il suo ultimo titolo di campione d'Islanda con il  Valur. Ha inoltre indossato la maglia della nazionale islandese tra il 2003 e il 2017, partecipando a due campionati europei e superando la soglia delle 100 presenze.

## Carriera

### Club
Lárusdóttir inizia la carriera nel Valur, club con il quale si aggrega alla squadra titolare dalla stagione 2001. Al suo primo anno, fa il suo debutto in campionato il 13 luglio 2001 nell'incontro perso in trasferta per 1-0 con il Breiðablik e andando a rete per la prima volta tre settimane più tardi, portando il parziale sul 3-0 al 41' nell'incontro casalingo vinto 8-1 con il Grindavík. Alla fine della stagione marca 6 presenze e 5 reti, tra cui una tripletta nel 9-0 inflitto all'FH Hafnarfjarðar, alle quali si aggiungono 3 presenze con 2 reti in Coppa d'Islanda contribuendo alla conquista del trofeo, il suo primo in carriera e il settimo per la società.
Rimane legata alla società di Reykjavík per le successive nove stagioni, toccando il traguardo delle 100 presenze in campionato alla 1ª giornata della stagione 2009, nell'incontro del 9 maggio 2009 vinto in trasferta sul KR Reykjavík per 3-1, e festeggiando con le compagne sei titoli di Campione d'Islanda, nei campionati 2004, 2006, 2007, 2008, 2009 e 2010, e altre quattro Coppe, 2003, 2006, 2009 e 2010, con tre double Campionato-coppa (2006, 2009, 2010).
Grazie a questi risultati ha anche l'occasione di disputare la UEFA Women's Cup (che dalla stagione 2009-2010 assume la denominazione UEFA Women's Champions League) debuttando nella stagione 2005-2006, raggiungendo in quell'occasione i quarti di finale. Fa il suo debutto nella competizione UEFA il 9 agosto 2005, nella prima partita del girone 4 della prima fase a gironi, giocata in Finlandia, dove il Valur supera le avversarie campionesse di Norvegia del Røa per 4-1.
Durante la sessione invernale di calciomercato 2010-2011 decide di intraprendere la sua prima esperienza in un campionato estero, sottoscrivendo un contratto con il Djurgården per disputare la stagione entrante nel campionato svedese femminile di calcio. Fa il suo debutto in Damallsvenskan, massimo livello del paese scandinavo, il 10 aprile, nell'incontro vinto per 2-1 sulle avversarie dello Jitex BK, marcando complessivamente 22 presenze in campionato e siglando due reti, alla 4ª giornata, aprendo le marcature nel 4-1 al Dalsjöfor, e alla 12ª giornata, aprendo nuovamente le marcature con il Piteå IF nell'incontro terminato 3-2 per la sua squadra.
A stagione conclusa, nel gennaio 2012 Lárusdóttir coglie la sua seconda opportunità per giocare all'estero, raggiungendo la connazionale Þórunn Helga Jónsdóttir in Brasile al Vitória das Tabocas, tuttavia fa presto ritorno in patria, siglando nuovamente un accordo con la sua vecchia squadra, il Valur, con la quale resterà legata per gli anni successivi e toccando il traguardo della duecentesima partita di campionato nel corso del 2016. Condivide con le compagne prestazioni ad alto livello, che nel campionato 2013 vedono la sua squadra arrivare al secondo posto staccata di 15 punti dallo Stjarnan, a periodi più bui, con il Valur incapace di staccarsi significativamente dalla parte bassa della classifica chiudendo al settimo posto i campionati 2014 e 2015. Dal 2016 la squadra ritrova competitività mantenendo la parte alta della classifica e ritornando al successo in campionato nel 2019.

## Palmarès

### Club
- Campionato islandese: 8

Valur: 2004, 2006, 2007, 2008, 2009, 2010, 2019, 2021
- Coppa d'Islanda: 5

Valur: 2001, 2003, 2006, 2009, 2010